# Верхняя Слудка
Верхняя Слудка — деревня в Глазовском районе Удмуртии России. Входит в состав Верхнебогатырского сельского поселения.

## География
Деревня расположена на высоте 206 м над уровнем моря.
Улицы:
- Лесная
- Мира
- Молодёжная
- Садовая
- Чепецкая
- Школьная

## Население
| 2010 | 2012 |
| ---- | ---- |
| 296  | ↗310 |

Численность постоянного населения деревни составляет 344 человека (2007).

## Инфраструктура
В деревне действует фельдшерский пункт, детский сад, дом культуры, а также два магазина.